# Шарков, Александр Николаевич
Александр Николаевич Шарков (11 января 1931, Саратов) — советский хозяйственный, государственный и политический деятель, член-корреспондент Российской академии ракетно-артиллерийских наук (РАРАН).

## Биография
Родился в 1931 году в Саратове. Член КПСС.
В 1954 году окончил Челябинский политехнический институт, механико-технологический факультет.
В 1954—1979 годах — инженер-технолог, мастер, старший мастер, заместитель начальника цеха, начальник цеха, заместитель начальника производства, начальник корпусного производства Уралвагонзавода (Нижний Тагил), заместитель главного инженера завода транспортного машиностроения им. Я. М. Свердлова, главный инженер, заместитель директора Свердловского научно-исследовательского технологического института. 
В 1988—2001 годах генеральный директор завода «Уралтрансмаш» (Екатеринбург).
В 1996—2002 годах президент Союза предприятий оборонных отраслей промышленности Свердловской области.

## Награды
- Орден Ленина (1980);
- Орден Октябрьской революции;
- Орден Трудового Красного Знамени;
- Орден «Знак Почета»;
- Орден «За заслуги перед Отечеством» 4-й степени;
- Лауреат Государственной премии СССР (1978) — за создание самоходного миномета калибра 240 миллиметров;
- Благодарность Президента РФ;
- Почётный гражданин города Екатеринбурга (1992)[1].